# Boyce Avenue
Boyce Avenue és una banda dels Estats Units, originària de Sarasota (Florida) formada l'any 2004 per Diego Marco i els seus germans Daniel i Fabián Manzano. La banda du aquest nom perquè és una combinació dels noms de dos carrers en què els germans vivien quan eren petits. El 9 d'agost de 2011 van deixar Universal Republic i van crear el seu propi segell independent, 3 Peace Records. Boyce Avenue s'ha fet famós pujant vídeos de la seva música original i també covers de cançons pop a YouTube, on van col·laborar amb altres artistes reconeguts del mitjà com ara Hannah Trigwell, Kina Grannis, Tiffany Alvord, Megan Nicole, Alex Goot, Megan & Liz, David Choi, Tyler Ward, Savannah Outen, Cobus Potgieter i DeStorm Power, i també amb els finalistes del programa de televisió The X Factor Fifth Harmony, Beatrice Miller, Diamond White i Carly Rose Sonenclar.

## Gires
La primera gira de Boyce Avenue va ser l'any 2009. Fins al mes de maig de 2012, Boyce Avenue havia fet 12 gires a Europa, 4 gires a Mèxic, 3 gires al Canadà, 1 gira a Austràlia i, a més, han fet diversos concerts al sud-est d'Àsia. L'agost de 2010 Boyce Avenue va tocar amb Goo Goo Dolls i Switchfoot. Al novembre de 2011, la banda va exhaurir les entrades a quasi tots els concerts que va fer a la gira europea.
Louis Tomlinson. membre del grup One Direction, és un gran admirador de Boyce Avenue i el mes de gener de 2012 Boyce Avenue van fer de teloners de One Direction durant la seva gira Up All Night Tour al Regne Unit i Irlanda.
Boyce Avenue també ha col·laborat amb alguns artistes nascuts a Youtube com Megan Nicole, coneguda com la princesa dels covers, i a la cançó Skyscaper de Demi Lovato.
L'any 2014 Boyce Avenue també fa una gira per Europa que va incloure concerts a llocs com el Hammersmith Apollo a Londres, el Waterfront a Belfast, el Turbinenhalle Oberhausen, l'Stadtpark a Hamburg, diverses sales del Regne Unita les ciutats de Leeds, Manchester i Newcasttle, entre d'altres, i dos concerts al Teatre Olympia a Dublín. Al mes de juny, la banda va tocar al festival Isle of Wight Festival al Regne Unit, al Parkpop Festival a Holanda i al Rock am Ring and Rock im Park festival a Alemanya. També van visitar per primer cop Barcelona el 16 de març de 2014.

## Membres
Alejandro Manzano: cantant, guitarra rítmica i piano. (4 octubre 1986)
Fabian Manzano: guitarra líder i cors. (1 juliol 1984)
Daniel Manzano: percussió, baix i cors. (4 octubre 1980)

## Col·laboracions
Boyce Avenue ha fet diverses col·laboracions amb cantants solistes i amb grups, però darrerament les seves col·laboracions han estat amb els grups i cantants que sorgeixen en el programa The X Factor, els quals han estat: Fifth Harmony, Jennel Garcia, Bea Miller, entre d'altres.